# Ahmad Mahmoud
Œuvres principales
Les Voisins
Ahmad Mahmoud (persan : احمد محمود), né le 25 décembre 1931 à Ahvaz et mort le 4 octobre 2002 à Téhéran, était un écrivain iranien.

## Biographie
Après avoir fini le lycée, Ahmad Mahmoud est entré à l’Académie de Formation d’officiers de l’Armée iranienne, où il a été arrêté après L’opération Ajax en août 1935 : Il n’aurait pas accepté à collaborer avec le régime. On l’a envoyé en exil pour quelque temps.
En 1936, il a réussi de faire publier sa première nouvelle dans la revue Omid. Cinq ans plus tard, il a publié avec les frais personnels son premier recueil de nouvelles Moul.  
Mahmoud était connu comme un écrivain réaliste socialiste distingué; par ses travaux concernant principalement la vie des familles de la classe ouvrière et de la classe inférieure dans les sociétés urbaines du sud de l’Iran, en particulier dans le Khuzestan. Il était membre du parti Tudeh. C'est pourquoi après la Révolution islamique, il n'a jamais été un écrivain favori du régime et on lui a refusé plusieurs fois d'offrir les prix littéraires.
Il est décédé d'une insuffisance respiratoire à Téhéran.

## Œuvres

### Nouvelles
- Moul ( Amant ), 1957
- Darya Hanuz Aram Ast ( La mer est encore calme ), 1960
- Bihudegi ( Inutilité), 1962
- Za'eri Zir-e Baran (Un Pèlerin sous la pluie), 1967
- Pesarak-e Bumi (Le petit garçon autochtone), 1971
- Gharibeh-ha (Les étrangers), 1971
- Didar (Visite), 1990
- Qesseh-ye Ashna (Des contes familiers), 1991
- Az Mosafer ta Tabkhal (Du voyageur qu bouton de fièvre), 1992

### Romans
- Hamsayeh-ha (Les Voisins), 1966
- Dastan-e Yek Shahr (Histoire d'une ville), 1981
- Zamin-e Sukhteh (La Terre brûlée), 1982
- Madar-e Sefr Darajeh (Le degré zéro de latitude), 1993
- Adam-e Zendeh (L’Homme vivant), 1997
- Derakht-e Anjir-e Ma'abed (Le Figuier des temples), 2000